# Lorenz Höcker
Lorenz Höcker (* 7. Dezember 1910; † 13. Januar 1983) war ein deutscher Arbeits- und Sozialrechtler.

## Leben
Lorenz Höcker war Rechtsanwalt in Essen und Syndikus der Deutschen Kohlenbergbau-Leitung (DKBL) und nach dessen Eingliederung ab 1952 des Unternehmensverbandes Ruhrbergbau.
Zusammen mit Martin Johannsen war er wesentlich an der Vorbereitung eines Gesetzes zur Mitbestimmung in Unternehmen des Bergbaus sowie der Eisen und Stahl erzeugenden Industrie beteiligt. Durch das Mitbestimmungsgesetz für die Montanindustrie kam als neue Ebene Mitbestimmung auf der Unternehmensebene hinzu. In Montanunternehmen (Bergbau, Eisen und Stahl) mit mehr als 1.000 Mitarbeitern wird der Aufsichtsrat paritätisch mit Arbeitnehmer- und Kapitalvertretern besetzt; der Unternehmensvorstand wird um einen (nicht gegen die Mehrheit der Arbeitnehmervertreter im Aufsichtsrat bestellten) Arbeitsdirektor erweitert.
Wegen sozialethischen Themen stand er im Meinungsaustausch mit Joseph Kardinal Höffner.
1959 wurde er von Kardinal-Großmeister Nicola Kardinal Canali zum Ritter des Ritterordens vom Heiligen Grab zu Jerusalem ernannt und am 6. Juni 1959 durch Lorenz Jaeger, Großprior der deutschen Statthalterei, investiert. Er war als Nachfolger von Friedrich August von der Heydte von 1965 bis 1967 Statthalter der Deutschen Statthalterei des Ritterordens vom Heiligen Grab zu Jerusalem. 1967 sowie 1968 bis 1970 war er Kanzler der Deutschen Statthalterei.

## Schriften
- Mitbestimmung der Arbeitnehmer im Kohlen- und Eisenerzbergbau und in der Eisen und Stahl erzeugenden Industrie. Essener Druckerei Gemeinwohl 1951, zusammen mit Martin Johannsen.
- Das Mitbestimmungsgesetz und seine Bedeutung. Dt. Industrieinstitut Köln, 1952.
- Der Leistungslohngedanke und die Zukunft des Gedinges. Glückauf 1964, zusammen mit Hans Walther, Franz Dohmen.